# Martin Knudsen (fisico)
Martin Hans Christian Knudsen (Hasmark, 15 febbraio 1871 – Copenaghen, 27 maggio 1949) è stato un fisico danese, candidato per 8 annualità al premio Nobel per la fisica (negli anni 1914, 1916, 1917, 1918, 1919, 1920, 1921 e 1937).

## Biografia
Fu ricercatore alla Università tecnica della Danimarca, dove ricevette una medaglia d'oro nel 1895 e divenne professore nel 1912. Negli anni 1895-1896 partecipò in qualità di idrografo alla spedizione Ingolf. Nell'ambito dell'oceanografia, sviluppò dei metodi per la determinazione delle proprietà dell'acqua di mare e nel 1901 pubblicò Hydrological Tables. Nel 1934 pubblicò The Kinetic Theory of Gases, che contiene molti risultati della sua ricerca. Nel 1935 gli fu assegnata la medaglia Alexander Agassiz della National Academy of Sciences.
È noto principalmente per i suoi studi sul moto convettivo dei gas in mezzi porosi (il cosiddetto flusso di Knudsen) e per lo sviluppo della cella di Knudsen (che è un componente dei sistemi MBE). Svolse inoltre studi sulla teoria cinetica dei gas. A lui si deve il numero di Knudsen (un numero adimensionale che rappresenta il rapporto tra il cammino libero medio di una molecola e lo spazio entro cui tale molecola si muove), lo strato di Knudsen (che rappresenta l'interfase tra liquido e vapore), il gas di Knudsen (un modello teorico che ignora le collisioni tra le molecole del gas), il manometro assoluto di Knudsen e la pompa di Knudsen.